# Movimento ético
O Movimento Ético, também conhecido como Movimento da Cultura Ética, Movimento Ético Humanista ou simplesmente Cultura Ética, é um movimento ético, educacional e religioso cuja origem geralmente é atribuída a Felix Adler (1851-1933). As organizações que integram o movimento são genericamente chamadas de "Sociedades Éticas", embora seus nomes possam incluir "Sociedade de Cultura Ética", "Sociedade para a Cultura Ética", "Sociedade Humanista Ética" ou outras variações que abordem a Ética como tema.
O Movimento Ético é uma consequência das tradições morais seculares do século XIX, principalmente na Europa e nos Estados Unidos. Enquanto alguns neste movimento passaram a se organizar na forma de um movimento humanista secular não congregacional, outros tentaram construir um movimento moral secular que era enfaticamente "religioso" em sua abordagem para desenvolver códigos éticos humanistas, no sentido de encorajar estruturas congregacionais, além de ritos próprios e práticas comuns. Enquanto nos Estados Unidos, esses movimentos se formaram como organizações educacionais separadas (a Associação Humanista Americana e a União Ética Americana), os equivalentes britânicos (a Sociedade Ética do Sul e a União Ética Britânica) se afastaram de um modelo congregacional criando o Salão de Conway e a Humanistas do Reino Unido respectivamente. Os movimentos congregacionais seculares subsequentes incluem a Assembleia Dominical, cuja unidade de Londres usa o Salão de Conway como local desde 2013.
Em nível internacional, a Cultura Ética e os grupos humanistas seculares têm até o presente momento sempre se organizado em conjunto; a União Ética Americana e a União Ética Britânica foram membros fundadores do Humanistas Internacional, cujo nome original, "Humanistas e União Ética Internacional", refletia a unidade do movimento.
A cultura ética tem como premissa a ideia de que honrar e viver de acordo com os princípios éticos é fundamental para viver uma vida significativa e plena e para criar um mundo que seja bom para todos. Os praticantes da cultura ética se concentram em apoiar uns aos outros para se tornarem pessoas melhores e em fazer o bem no mundo.

## História

### Plano de fundo
O movimento ético foi uma consequência da não conformação com as crenças religiosas dominantes entre os intelectuais da era vitoriana . A Sociedade Ética do Sul, fundada em 1793 na Capela do Sul em Finsbury Square, nos limites da cidade de Londres pode ser apontada como um dos precursores para as doutrinas do movimento ético.
No início do século XIX, a capela passou a ser conhecida como um "ponto de encontro radical". Naquela época, o local era uma capela Unitária e esse movimento, como os Quakers, apoiava a igualdade feminina. Sob a liderança do reverendo William Johnson Fox, a igreja unitária emprestou seu púlpito a ativistas como Anna Wheeler, uma das primeiras mulheres a fazer campanha pelo feminismo em reuniões públicas na Inglaterra, que falou em 1829 sobre os "Direitos das Mulheres". Nas décadas posteriores, a capela se afastou do Unitarismo, mudando seu nome primeiramente para Sociedade Religiosa do Sul, depois Sociedade Ética do Sul (um nome que manteve formalmente, embora fosse mais conhecida como Salão de Conway em 1929) e agora o nome é Sociedade Ética do Salão de Conway.
A Irmandade da Nova Vida foi fundada em 1883 pelo intelectual escocês Thomas Davidson. Os membros da irmandade incluíam os poetas Edward Carpenter e John Davidson, o ativista pelos direitos dos animais Henry Stephens Salt, sexólogo Havelock Ellis, a feminista Edith Lees (que mais tarde se casou com Ellis), a romancista Olive Schreiner e Edward R. Pease.
Seu objetivo era "O cultivo de um caráter perfeito em todos e cada um". Eles queriam transformar a sociedade dando um exemplo de vida íntegra e simples para outros seguirem. Davidson foi um grande defensor de uma filosofia estruturada sobre religião, ética e reforma social.
Em uma reunião em 16 de novembro de 1883, um resumo dos objetivos da sociedade foi elaborado por Maurice Adams:
Nós, reconhecendo os males e erros que assediam a humanidade, enquanto nossa vida social é baseada no egoísmo, rivalidade e ignorância, e desejando acima de tudo suplantá-la por uma vida baseada no altruísmo, amor e sabedoria, unimo-nos, com o propósito de realizar uma vida superior entre nós e de induzir e capacitar outros a fazer o mesmo.
E agora nos juntamos em uma Sociedade, a ser chamada de Guilda [Irmandade] da Nova Vida, para realizar esse propósito.
Embora a Irmandade tenha sido uma organização de curta duração, ela gerou a Sociedade Fabiana, que se separou em 1884 da Irmandade da Nova Vida.

### Movimento Ético

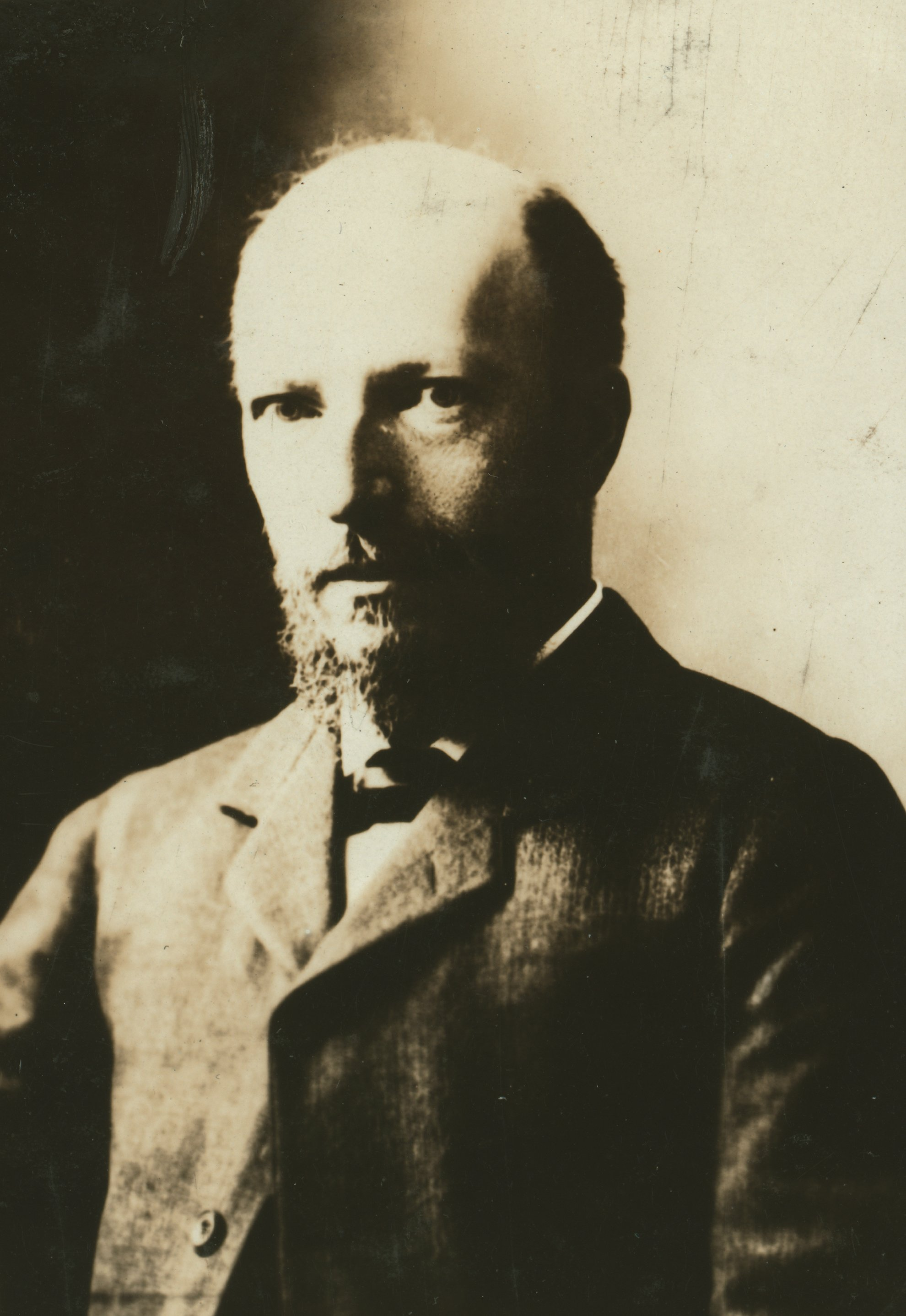
Felix Adler, fundador do movimento ético.

Em sua juventude, Felix Adler estava sendo treinado para ser um rabino como seu pai, Samuel Adler, o rabino do Templo Judeu Reformado Emanu-El em Nova York. Como parte de sua educação, ele se matriculou na Universidade de Heidelberg, onde foi influenciado pela filosofia neokantiana. Ele foi especialmente atraído pelas ideias kantianas de que não se pode provar a existência ou não existência de divindades ou imortalidade e que a moralidade pode ser estabelecida independentemente da teologia.
Durante esse tempo, ele também foi exposto aos problemas morais causados pela exploração da mulher e do trabalho. Essas experiências estabeleceram a base intelectual para o movimento ético. Ao retornar da Alemanha, em 1873, ele compartilhou sua visão ética com a congregação de seu pai na forma de um sermão. Devido à reação negativa que ele provocou, este se tornou seu primeiro e último sermão como rabino em treinamento. Em vez disso, ele assumiu o cargo de professor na Universidade Cornell e em 1876 ministrou um sermão de acompanhamento que levou à fundação em 1877 da Sociedade de Cultura Ética de Nova York, que foi a primeira desse tipo. Em 1886, sociedades semelhantes surgiram na Filadélfia, Chicago e St. Louis.
Todas essas sociedades adotaram a mesma declaração de princípios:
- A crença de que a moralidade é independente da teologia;
- A afirmação de que novos problemas morais surgiram na sociedade industrial moderna, os quais não foram adequadamente tratados pelas religiões do mundo;
- O dever de se engajar na filantropia no avanço da moralidade;
- A crença de que a reforma pessoal deve estar em sincronia com a reforma social;
- O estabelecimento da governança republicana em vez de monárquica das sociedades éticas
- O acordo de que educar os jovens é o objetivo mais importante.

Com efeito, o movimento respondeu à crise religiosa da época, substituindo a teologia pela moralidade não adulterada. O objetivo era "separar as ideias morais das doutrinas religiosas, sistemas metafísicos e teorias éticas, e torná-las uma força independente na vida pessoal e nas relações sociais". Adler também criticou particularmente a ênfase religiosa no credo, acreditando que ele era a fonte do preconceito sectário. Ele, portanto, tentou fornecer uma comunhão universal desprovida de ritual e cerimônia, para aqueles que de outra forma seriam divididos por credos. Pelas mesmas razões, o movimento também adotou uma posição neutra sobre as crenças religiosas, não defendendo nem o ateísmo nem o teísmo, o agnosticismo nem o deísmo .

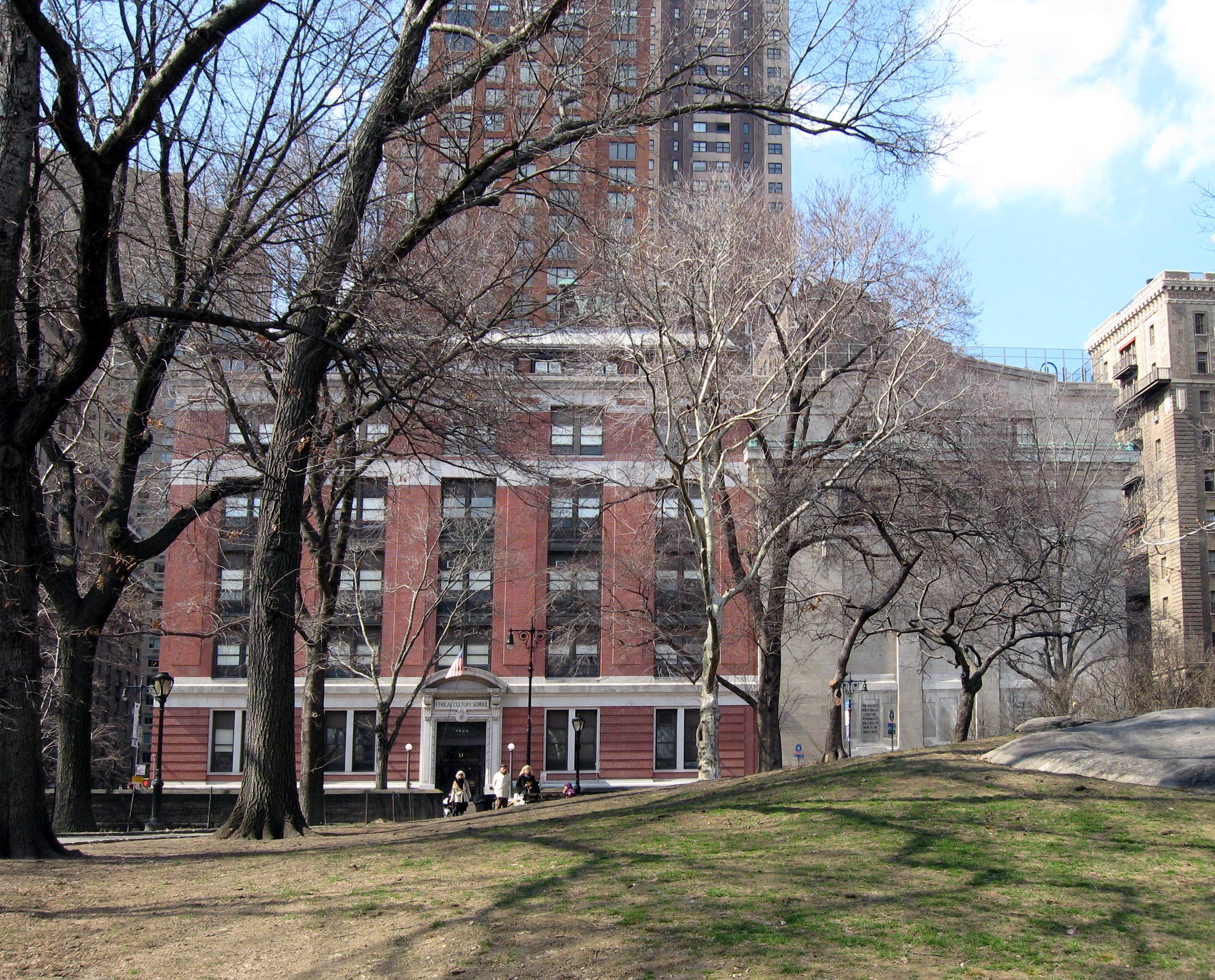
Edifícios Escola da Cultura Ética (vermelho) e Sociedade da Cultura Ética (branco)

A ênfase adleriana em "ação, não credo" traduziu-se em vários projetos de serviço público. Um ano após sua fundação, a sociedade de Nova York iniciou um jardim de infância, um serviço distrital de enfermagem e uma empresa de construção de cortiços. Mais tarde, eles abriram a Escola de Cultura Ética, então chamada de "Escola do Trabalhador", uma escola dominical e uma casa de verão para crianças e outras sociedades éticas logo seguiram o exemplo com projetos semelhantes. Ao contrário dos esforços filantrópicos das instituições religiosas estabelecidas da época, as sociedades éticas não tentaram fazer proselitismo àqueles que ajudaram. Na verdade, eles raramente tentavam converter alguém. Os novos membros tiveram que ser patrocinados por membros existentes, e as mulheres não tinham permissão para entrar até 1893. Eles também resistiram à formalização, embora lentamente tenham adotado certas práticas tradicionais, como reuniões de domingo e cerimônias do ciclo de vida, mas o fizeram em um contexto humanístico moderno. Em 1893, as quatro sociedades existentes se unificaram sob a organização guarda-chuva, a União Ética Americana.
Após algum sucesso inicial, o movimento estagnou até depois da Segunda Guerra Mundial. Em 1946, esforços foram feitos para revitalizar e sociedades foram criadas em New Jersey e Washington DC, juntamente com a inauguração do Acampamento para a Cidadania . Em 1968, havia trinta sociedades com um total de membros nacionais de mais de 5500. No entanto, o movimento ressuscitado diferia de seu antecessor em alguns aspectos. Os grupos mais novos estavam sendo criados em locais suburbanos e frequentemente forneciam escolas dominicais para as crianças, com atividades para adultos como uma reflexão posterior.
Havia também um foco maior na organização e burocracia, junto com uma virada interna enfatizando as necessidades dos membros do grupo em relação às questões sociais mais gerais que originalmente preocupavam Adler. O resultado foi uma transformação das sociedades éticas americanas em algo muito mais semelhante a pequenas congregações cristãs nas quais a preocupação mais urgente dos ministros é cuidar de seu rebanho.
No século XXI o movimento continuou a se revitalizar por meio das mídias sociais e do envolvimento com outras organizações humanistas, com um sucesso misto. Em 2014, havia menos de 10.000 membros oficiais do movimento Ético.

### Na Grã-Bretanha

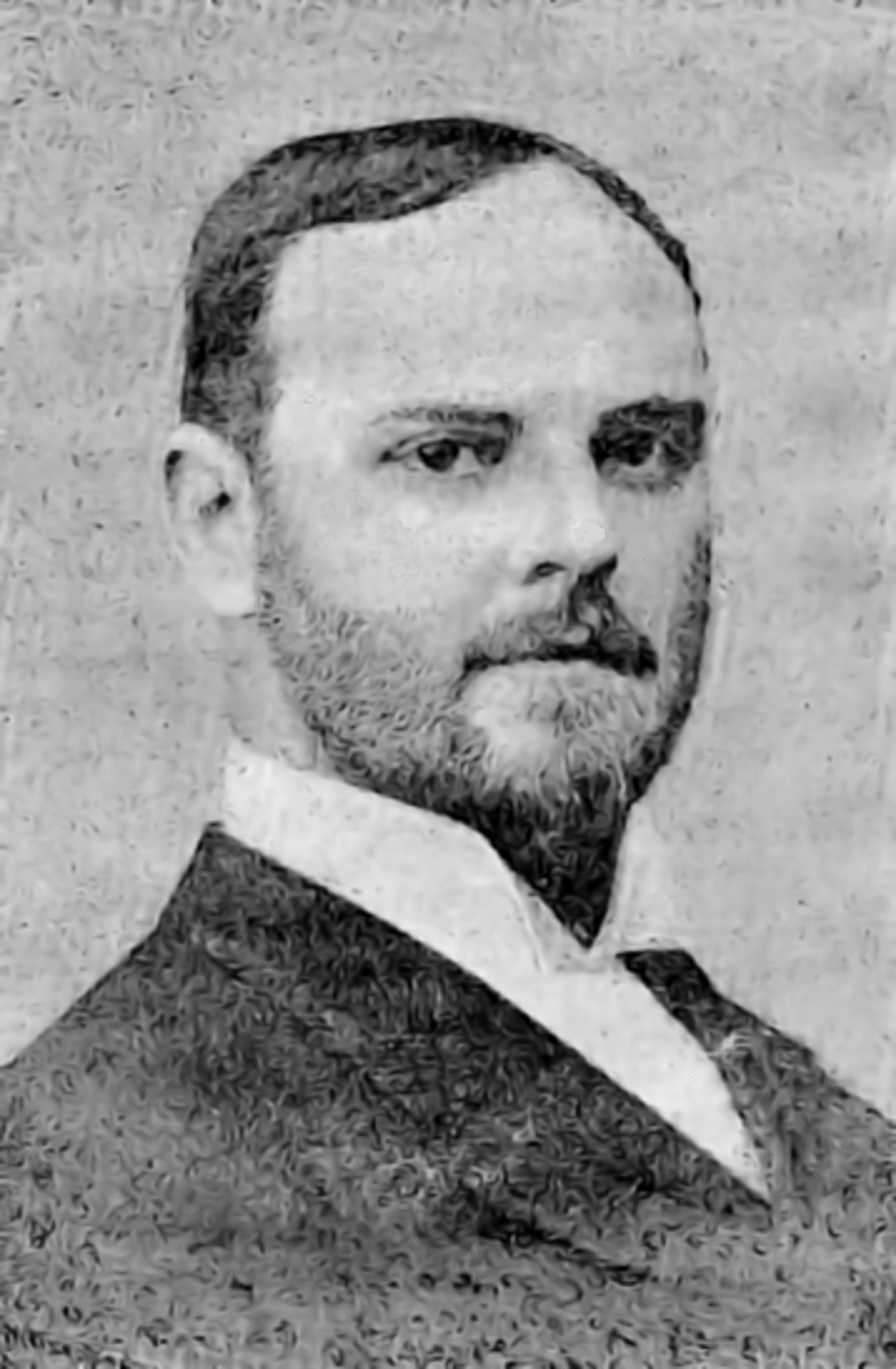
Stanton Coit liderou o movimento ético na Grã-Bretanha

Em 1885, o Movimento da Cultura Ética Americana, que tinha cerca de dez anos, ajudou a estimular atividades sociais semelhantes na Grã-Bretanha, quando o sociólogo americano John Graham Brooks distribuiu panfletos do líder da sociedade ética de Chicago, William Salter, a um grupo de filósofos britânicos, incluindo Bernard Bosanquet, John Henry Muirhead e John Stuart MacKenzie.
Um dos colegas de Felix Adler, Stanton Coit, os visitou em Londres para discutir os "objetivos e princípios" de seus correspondentes americanos. Em 1886, foi fundada a primeira sociedade ética britânica. Coit assumiu a liderança do South Place por alguns anos. Sociedades éticas floresceram na Grã-Bretanha. Em 1896, as quatro sociedades de Londres formaram a União das Sociedades Éticas e, entre 1905 e 1910, havia mais de cinquenta sociedades na Grã-Bretanha, dezessete das quais eram filiadas à União. Parte desse rápido crescimento deveu-se a Coit, que deixou seu papel como líder de South Place em 1892 após ter sido negado o poder e a autoridade pelos quais competia.
Por estar firmemente enraizado no eticismo britânico, Coit permaneceu em Londres e formou a Sociedade Ética do Oeste de Londres, que estava quase totalmente sob seu controle. Coit trabalhou rapidamente para moldar a sociedade do oeste de Londres não apenas em torno da Cultura Ética, mas também introduzindo um caráter mais religioso à sociedade, renomeando-a em 1914 para Igreja Ética. Ele transformou suas reuniões em cultos e seu espaço em algo semelhante a uma igreja. Em uma série de livros, Coit também começou a defender a transformação da Igreja Anglicana em uma Igreja Ética, ao mesmo tempo em que defendia a virtude do ritual ético. Ele sentiu que a Igreja Anglicana estava em uma posição única para aproveitar o impulso moral natural que se originava da própria sociedade, desde que a Igreja substituísse a teologia pela ciência, abandonasse as crenças sobrenaturais, expandisse sua Bíblia para incluir uma seleção transcultural de literatura ética e reinterpretou seus credos e liturgia à luz da ética moderna e da psicologia. Sua tentativa de reformar a Igreja Anglicana falhou e, dez anos após sua morte em 1944, o prédio da Igreja Ética foi vendido à Igreja Católica Romana.
Durante a vida de Stanton Coit, a Igreja Ética e a South Place nunca se afiliaram oficialmente à União das Sociedades Éticas. Em 1920, a União das Sociedades Éticas mudou seu nome para União Ética. Harold Blackham, que havia assumido a liderança da Igreja Ética de Londres, procurou conscientemente remover as características congregacionais do movimento ético britânico e defendeu um credo simples de humanismo que não fosse semelhante a uma religião. Ele promoveu a fusão da União Ética com a Associação da Imprensa Racionalista e a Sociedade Ética do Sul e, em 1957, um Conselho Humanista foi criado para explorar a fusão. Embora as questões sobre o status de caridade tenham impedido uma fusão completa, a União Ética sob Blackham mudou seu nome em 1967 para se tornar a Associação Humanista Britânica – estabelecendo o humanismo como a principal força organizadora da moral não religiosa e da defesa secularista na Grã-Bretanha. A Associação Humanista Britânica foi o órgão sucessor legal da União das Sociedades Éticas.
Entre 1886 e 1927, setenta e quatro sociedades éticas foram iniciadas na Grã-Bretanha, embora esse rápido crescimento não tenha durado muito. Os números diminuíram constantemente ao longo da década de 1920 e início dos anos 30, até que restassem apenas dez sociedades em 1934. Em 1954, havia apenas quatro. A situação tornou-se tal que, em 1971, o sociólogo Colin Campbell sugeriu que era possível dizer "que quando a Sociedade Ética do Sul discutiu mudar seu nome para Sociedade Humanista do Sul em 1969, o movimento ético inglês deixou de existir".
As organizações geradas pelo movimento Ético do século XIX mais tarde viveriam como o movimento humanista britânico. A Sociedade Ética do Sul acabou mudando seu nome Sociedade Ética do Salão de Conway, após Moncure D. Conway, e é tipicamente conhecida como simplesmente "Salão de Conway". Em 2017, a Associação Humanista Britânica mudou novamente de nome, passando a se chamar Humanistas do Reino Unido. Ambas as organizações fazem parte da Humanistas Internacional, fundada por Harold Blackham em 1952 como Humanistas e União Ética Internacional.

## Perspectiva ética

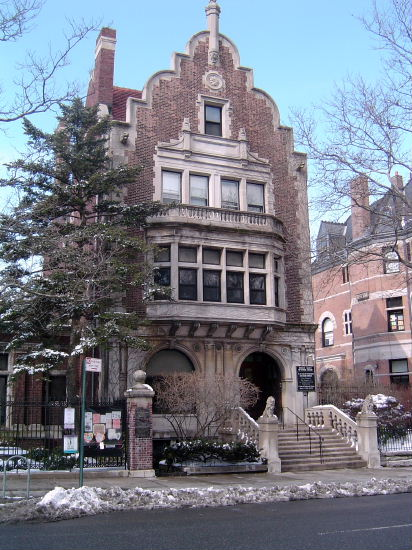
Edifício da Sociedade para a Cultura Ética do Brooklyn em Prospect Park West, originalmente projetado pelo arquiteto William Tubby como uma casa para William H. Childs (inventor do pó de limpeza Bon Ami)

Embora os integrantes da Cultura Ética geralmente compartilhem crenças comuns sobre o que constitui um comportamento ético e o que é bom, os indivíduos são incentivados a desenvolver sua própria compreensão pessoal dessas ideias. Isso não significa que os integrantes da Cultura Ética toleram o relativismo moral, que relegaria a ética a meras preferências ou convenções sociais. Os princípios éticos são vistos como estando relacionados a verdades profundas sobre a forma como o mundo funciona e, portanto, não são arbitrários. No entanto, é reconhecido que as complexidades tornam a compreensão das nuances éticas sujeita a um diálogo, exploração e aprendizagem contínuos.
Enquanto o fundador da Cultura Ética, Felix Adler, foi um transcendentalista, os Culturistas Éticos podem ter uma variedade de entendimentos quanto às origens teóricas da ética. A chave para a fundação da Cultura Ética foi a observação de que muitas vezes as disputas sobre doutrinas religiosas ou filosóficas desviaram as pessoas de realmente viver de forma ética e fazer o bem. Consequentemente, "Ação antes do credo" tem sido o lema do movimento há muito tempo.

## Modelo organizacional

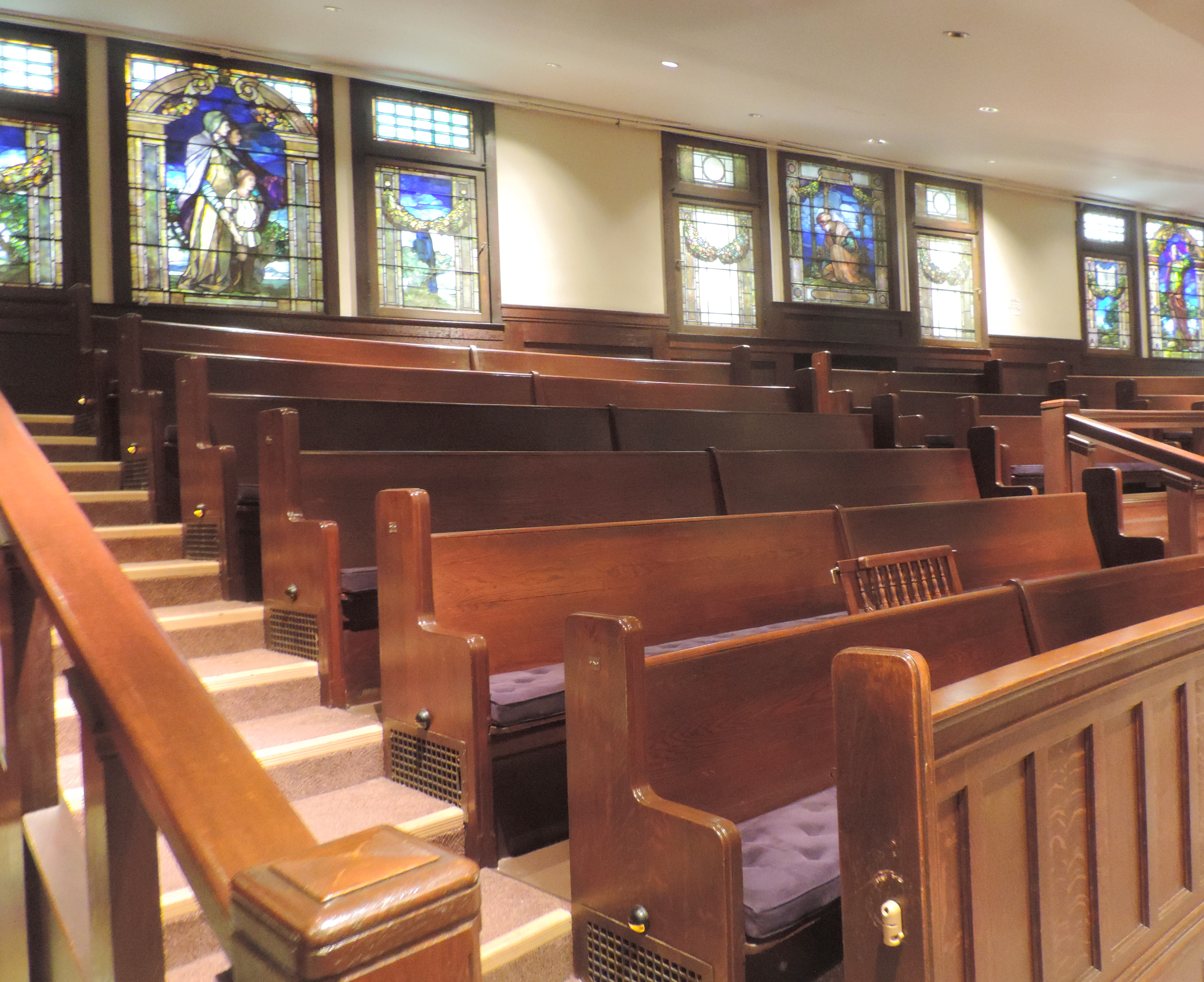
Bancos e vitrais

Funcionalmente, as Sociedades Éticas foram organizadas de maneira semelhante às igrejas ou sinagogas e são chefiadas por "líderes" que corresponderiam aos clérigos. Seus fundadores suspeitaram que este seria um modelo de sucesso para espalhar a moralidade secular. Como resultado, uma Sociedade Ética normalmente tem reuniões nas manhãs de domingo, oferece instrução moral para crianças e adolescentes e faz trabalhos de caridade e de ação social. Elas podem oferecer uma variedade de programas educacionais entre outros programas. Elas realizam casamentos, cerimônias de compromisso, nomeações de bebês e serviços memoriais.
Membros individuais das Sociedades Éticas podem ou não acreditar em uma divindade ou considerar a Cultura Ética como sua religião. Felix Adler disse: "A cultura ética é religiosa para aqueles que têm uma mente religiosa e meramente ética para aqueles que não têm essa mentalidade." O movimento se considera uma religião no sentido de que
Religião é o conjunto de crenças e/ou instituições, comportamentos e emoções que ligam os seres humanos a algo além de seus seres individuais e fomentam em seus adeptos um senso de humildade e gratidão que, por sua vez, dá o tom da visão de mundo das pessoas e exige certas disposições comportamentais em relação ao que transcende interesses pessoais.
A Declaração de Identidade Ética da Cultura Ética de 2003 afirma:
É uma crença principal da religião ética que se nos relacionarmos com os outros de uma forma que mostre o melhor deles, ao mesmo tempo obteremos o melhor de nós mesmos. Por "melhor" em cada pessoa, nos referimos a seus talentos e habilidades únicas que afirmam e nutrem a vida. Usamos o termo "espírito" para nos referirmos à personalidade única de uma pessoa e ao amor, esperança e empatia que existe nos seres humanos. Quando agimos para extrair o melhor dos outros, encorajamos o crescente limite de seu desenvolvimento ético, seu valor talvez ainda inexplorado, mas inesgotável.
Desde cerca de 1950, o movimento da Cultura Ética tem sido cada vez mais identificado como parte do movimento Humanista moderno. Especificamente, em 1952, a União Ética Americana, a organização nacional guarda-chuva das sociedades de cultura ética nos Estados Unidos, tornou-se uma das organizações fundadoras da Humanistas e União Ética Internacional.
No Reino Unido diferentemente do que aconteceu nos Estados Unidos, as sociedades éticas rejeitaram conscientemente o "modelo de igreja" em meados do século XX, embora ainda oferecessem serviços como casamentos, funerais e nomeações seculares.

## Ideias-chave
Embora a cultura ética não considere os pontos de vista de seu fundador necessariamente a palavra final, Adler identificou ideias focais que permanecem importantes dentro da cultura ética. Essas ideias incluem:
- Valor humano e singularidade — considera-se que todas as pessoas têm um valor inerente, não dependente do valor do que fazem. Eles merecem respeito e dignidade, e seus dons únicos devem ser incentivados e celebrados.
- Extrair o melhor — "Sempre aja de forma a extrair o melhor dos outros e, portanto, de você mesmo" é o mais próximo que a Cultura Ética chega de ter uma Regra de Ouro.[2]
- Inter-relação — Adler usou o termo A Multiplicidade Ética para se referir à sua concepção do universo como composto de um grande número de agentes morais únicos e indispensáveis (seres humanos individuais), cada um dos quais tem uma influência inestimável sobre todos os outros. Em outras palavras, estamos todos interligados, com cada pessoa desempenhando um papel no todo e o todo afetando cada pessoa. Nossa inter-relação está no cerne da ética.

Muitas Sociedades Éticas exibem de forma proeminente uma placa que diz "O lugar onde as pessoas se encontram para buscar o que é mais elevado é solo sagrado".

## Localizações
A maior concentração de Sociedades Éticas está na área metropolitana de Nova York, incluindo Sociedades em Nova York, Manhattan, Bronx, Brooklyn, Queens, Westchester e Condado de Nassau; e em Nova Jersey, como Bergen e o condado de Essex.
As Sociedades Éticas existem em várias cidades e condados dos Estados Unidos, incluindo Austin, Texas; Baltimore; Chapel Hill; Asheville, Carolina do Norte; Chicago; San Jose, Califórnia; Filadélfia; St. Louis; St. Peters, Missouri; Washington, DC; Lewisburg, Pensilvânia, e Viena, Virgínia.
Também existem sociedades éticas fora do Estados Unidos como o Salão de Conway, em Londres, que abriga a Sociedade Ética do Sul, fundada em 1787.

## Estrutura e eventos
As sociedades éticas são normalmente direcionadas por "Líderes". Os líderes são treinados e certificados (o equivalente à ordenação) pela União Ética Americana. As sociedades engajam os líderes, da mesma forma que as congregações protestantes "empossam" um ministro. Nem todas as sociedades éticas têm um líder profissional. (No uso típico, o Movimento Ético usa letras maiúsculas para distinguir Líderes profissionais certificados de outros líderes.) Um conselho de executivos lida com assuntos do dia-a-dia e comitês de membros enfocam em atividades e envolvimentos específicos da sociedade.
As sociedades éticas geralmente realizam reuniões semanais aos domingos, sendo o evento principal de cada reunião a "Plataforma", que envolve um discurso de meia hora ministrado pelo Líder da Sociedade Ética, um membro da sociedade ou por convidados. A escola dominical para menores também é realizada na maioria das sociedades éticas simultaneamente à Plataforma.
A União Ética Americana realiza uma Assembleia UEA anual que reúne sociedades éticas de todos os Estados Unidos.

## Desafios legais
A situação fiscal das Sociedades Éticas como organizações religiosas foi mantida em processos judiciais em Washington, DC (1957) e em Austin, Texas (2003). Em contestação à negação do status de isenção de impostos, o Tribunal de Recursos do Estado do Texas decidiu que "o teste de controle era inconstitucionalmente não inclusivo e que a Sociedade Ética deveria ter se qualificado para as isenções fiscais solicitadas… Porque o teste de controle falha em incluir toda a gama de sistemas de crenças que podem, em nossa sociedade diversa e pluralista, merecer a proteção da Primeira Emenda…"

## Defensores
O primeiro-ministro britânico Ramsay MacDonald foi um forte defensor do movimento ético britânico, tendo sido cristão no início de sua vida. Ele era membro da Igreja Ética e da União das Sociedades Éticas (agora Humanistas do Reino Unido), frequentador regular da Sociedade Ética do Sul. Durante seu tempo envolvido com o movimento Ético, ele presidiu a reunião anual da União Ética em várias ocasiões e escreveu para o jornal Mundo Ético de Stanton Coit.
O crítico e montanhista britânico Leslie Stephen foi um defensor proeminente da Cultura Ética no Reino Unido, servindo vários mandatos como Presidente da Sociedade Ética do Oeste de Londres (mais tarde parte da União de Sociedades Éticas).
Albert Einstein era um defensor da cultura ética. No septuagésimo quinto aniversário da Sociedade de Cultura Ética de Nova York, em 1951, ele observou que a ideia de Cultura Ética personificava sua concepção pessoal do que é mais valioso e duradouro no idealismo religioso. A humanidade requer tal crença para sobreviver, argumentou Einstein. Ele observou: “Sem 'cultura ética' não há salvação para a humanidade”.
A primeira-dama Eleanor Roosevelt era participante regular da Sociedade de Cultura Ética de Nova York em uma época em que o humanismo estava começando a se consolidar em sua forma moderna, e foi lá que ela desenvolveu amizade com os principais humanistas e Culturistas Éticos de sua época. Ela colaborou com Al Black, líder da Sociedade Ética, na criação de seu Acampamento para a Cidadania em todo o país. Ela manteve seu envolvimento com o movimento enquanto figuras de ambos os lados do Atlântico começaram a defender a organização sob a bandeira do humanismo secular. Ela forneceu um endosso de capa para a primeira edição de Humanismo como um Próximo Passo (1954) de Lloyd e Mary Morain, dizendo simplesmente que era "um livro significativo".